# Marcel Sarnito
Marcel Sarnito, est un joueur de pétanque français. 

## Clubs
- ?-? : Lou Pitchoun Paris (Paris)
- ?-? : PC XVI Paris (Paris)

## Palmarès

### Séniors

#### Championnats du Monde
Troisième
- Triplette 1965 (avec Jean Paon et François Melis) :  Équipe de France

#### Championnats de France
Champion de France
- Triplette 1965 (avec Jean Paon et François Melis) : Lou Pitchoun Paris[1]
- Doublette 1974 (avec Jean-Claude Amrouche) : PC XVI Paris[2]